# Jakymiwka
Jakymiwka (ukr. Яќимівка) – osiedle typu miejskiego na Ukrainie w obwodzie zaporoskim, siedziba władz rejonu jakymiwskiego.
Miejscowość położona nad rzeką Małyj Utljuh.

## Historia
Status osiedla typu miejskiego posiada od 1957.
W 1989 liczyła 13 034 mieszkańców.
W 2013 liczyła 11 947 mieszkańców.